# Молодые орлы (фильм)
«Молодые орлы» (эст.  Noored kotkad) – эстонский чёрно-белый немой художественный фильм, снятый в 1927 году режиссёром Теодором Лутсом на студии Taska Film.
Премьера фильма состоялась	19 ноября 1927 г.
Один из первых кинофильмов Эстонии. Патриотический фильм считается одним из краеугольных камней эстонского кино

## Сюжет
Фильм посвящён солдатам эстонской войны за независимость 1918—1920 гг.
Рассказывает о приключениях трёх  студентов, добровольцами пошедшими на войну, когда их страна подверглась вторжению большевиков России в 1918-1920 годах.

## В ролях
- Арнольд Вайно – Таммекенд
- Руут Тармо – Лепик
- Юхан Ныммик – Лаансоо
- Амалия Конса – мать Лаансоо
- Валдеко Ратассепп – комиссар Красной Армии
- Акселла Лутс - дочь лесника
- Элли Пыдер-Рохт – Хиля
- Олев Рейнталу – красноармеец
- Кург Вамбола – эстонский командир
- Юхан Сютисте – командир эстонцев